# 天皇陛下御即位記念のための十万円の貨幣の発行に関する法律
天皇陛下御即位記念のための十万円の貨幣の発行に関する法律（てんのうへいかごそくいきねんのためのじゅうまんえんのかへいのはっこうにかんするほうりつ、平成2年法律第29号）は1990年6月13日に公布、施行された日本の法律。

## 概要
明仁の即位記念貨幣として10万円金貨を発行することを目的に制定された。
第一条と第二条、附則から成る。
政府は、天皇の即位を記念するため、通貨の単位及び貨幣の発行等に関する法律（昭和六十二年法律第四十二号）第五条第二項に規定するもののほか、十万円の貨幣を発行することができることを定めている。（第一条）発行する貨幣は通貨の単位及び貨幣の発行等に関する法律第四条、第五条第三項及び第六条から第十条までの規定を適用するとしている（第二条）。